# Ласко
Ласко̀ (на френски: Grotte de Lascaux) е пещера в Югозападна Франция, известна със своите палеолитни пещерни рисунки. Намира се близо до село Монтиняк, департемент Дордон.
Тук се намират най-известните образци на изкуството от късния палеолит. Рисунките са датирани до отпреди около 17 хил. години. Изобразени са основно големи животни, за които на базата на откритите фосили се знае, че са населявали района.
През 1979 г., заедно с другите праисторически обекти в долината на река Везере, пещерата Ласко е включена в списъка на Световното наследство на ЮНЕСКО.
Пещерите Ласко (Lascaux Caves) са уникална праисторическа находка, световноизвестна с намиращите се в нея фрески от времето на късния палеолит – 15 – 13 000 г. пр.н.е. Ласко е случайно открита през 1940 г. от четирима ученици, които откриват в тукашната долина на река Дордон, в Югозападна Франция невероятно ценни и важни за човешката история палеолитни стенописи на възраст от около 17 хиляди години. Днес пещерите Ласко са световноизвестна забележителност, която от 1979 г. е част от световното културно наследство на ЮНЕСКО.
В началото пещерата Ласко е отворена за посещения, но поради атмосферните влияния, които увреждат стенописите, през 1963 г. тя е затворена. Ценните праисторически рисунки са реставрирани. През 1983 г. близо до нея е създадено копие на пещерата, с точни имитации на скалните изображения, което е достъпно за посетители.
В галериите на пещерата Ласко са открити около 2000 рисунки и композиции, които дават солидни доказателства на учените за културния живот на древните хора. Пещерата Ласко е условно разделена на няколко части: Голямата зала на биковете, Шахтата на мъртвеца, Камерата на гравюрите, Изрисуваната галерия и Камерата на котките.
Праисторическите рисунки в Ласко предлагат около 900 фигури, които могат да бъдат идентифицирани като животни. В Залата на Биковете са намерени четири огромни катранено черни бика на покрива. В останалите галерии могат да се разпознаят например стадо елени, което плува в езеро. Особен интерес представляват и рисунките на коне, едър рогат добитък, бизони, птици, котки, мечка, носорог и само един човек. В пещерата има и композиции от геометрични фигури и точки, които според някои теории са карти на звездното небе.